# لي هوتون
لي هوتون (بالإنجليزية: Lee Hutton)‏ هو كاتب أغاني ومغني بريطاني، ولد في 13 مارس 1987.

## وصلات خارجية
- لي هوتون على موقع IMDb (الإنجليزية)
- لي هوتون على موقع ميوزك برينز (الإنجليزية)
- لي هوتون على موقع ديسكوغز (الإنجليزية)